# نیدهی سوبایاه
نیدهی سوبایاه (به انگلیسی: Nidhi Subbaiah) (زاده ۱۶ فوریه ۱۹۸۷) بازیگر هندی است.
از فیلم‌هایی که وی در آن نقش داشته است می‌توان به نیرجا اشاره کرد.